# Альсифер

Альсифер — магнитомягкий сплав, содержащий алюминия 5,4 %, кремния 9,6 %, железа 85 %. Впервые был системно получен в 1932 году в Японии Х. Масумото и Т. Ямамото. Название «альсифер» появилось в СССР в 1941 году, и первоначально означало прессованную массу из данного сплава, а затем оно же закрепилось за самим сплавом. В западных странах сплав получил название «сендаст» (sendust).

## Физические свойства
Магнитно-мягкий материал, отличается механической твёрдостью, а также такими существенными недостатками, как низкая текучесть, хрупкость. При отсутствии деформаций обладает малой коэрцитивной силой и высокими значениями магнитных проницаемостей μ~35000..117000. Удельное электрическое сопротивление — 0,8 мкОм·м.

## Производство
Производится в виде литых полос, а также методами порошковой металлургии. Легко размалывается в порошок.

## Применение
Сплав применялся для изготовления магнитопроводов, корпусов приборов и аппаратуры. Детали из альсифера изготовляют литьём, обрабатываются шлифованием. В 1970—1990 гг. сендаст широко применялся в качестве материала для изготовления магнитных головок аудиомагнитофонов класса Hi-Fi (особенно кассетных). По сравнению с традиционно используемым пермаллоем, сендастовые магнитопроводы таких головок обладали в 2—5 раз бо́льшим сроком службы.
Кроме того, порошок из альсифера используется в высокочастотных прессованных сердечниках.

### Порошковые сердечники
Для получения высокочастотных сердечников порошок из альсифера смешивают с изолирующей массой, и из этой смеси прессуют нужные детали.
Относительная магнитная проницаемость магнитодиэлектриков с добавлением альсифера зависит от его концентрации, и обычно находится в диапазоне μ~50—150. Линейность индукции от напряжённости магнитного поля сохраняется до 8—10 кА/м.